# Miloslav Ištvan
Miloslav Ištvan (* 2. September 1928 in Olmütz; † 26. Januar 1990 in Brünn) war ein tschechischer Komponist und Musikpädagoge.
Ištvan nahm privaten Kompositionsunterricht bei Vilém Petrželka und Klavierunterricht bei František Maxián. Von 1948 bis 1952 studierte er an der Leoš-Janáček-Akademie Komposition bei Jaroslav Kvapil. Nach einem Postgraduiertenstudium bis 1956 unterrichtete er hier bis zu seinem Tod 1990.
Er gehörte in den 1960er Jahren neben Alois Piňos, Jan Novák und Zdeněk Pololáník einer von Josef Berg initiierten Künstlergruppe und später mit Rudolf Růžička, Arnošt Parsch und Miloš Štědroň einer Gruppe um Piňos an. Die Anhänger der Neuen Musik standen neben Komponisten wie Miloslav Kabeláč, Jan Rychlík, Zbyňek Vostřák, Mark Kopelent, Jan Klusák und Luboš Fišer in Opposition zur offiziellen staatlichen Kulturpolitik. Sie organisierten Konzerte und Vorträge, veranstalteten 1969 und 1970 Festivals des experimentellen Musik, gründeten ein elektroakustisches Studio und ein Orchester für experimentelle Musik beim Rundfunk. All diese Aktivitäten wurden nach der Niederschlagung des Prager Frühlings Anfang der 1970er Jahre verboten.
1980 gründete Ištvan mit Freunden und Schülern der Janáček-Akademie die Camerata Brno für moderne Musik. Neben elektroakustischen Werken komponierte Ištvan u. a. die Orchesterstücke Balada o jihu, Zaklínání času und Hry, das Oratorium Kráska a zvíře, Ommagio a J. S. Bach und die Kammerkantate
Já, Jákob nach Texten von Petr Ulrych. Mit Miloš Štědroň vollendete er Josef Bergs Oper Doktor Faust. Auch sein Sohn Radomír Ištvan wurde als Komponist bekannt.